# Daniel G. Nocera
Daniel George Nocera, né le 3 juillet 1957, est un chimiste américain spécialisé dans la chimie inorganique.

## Biographie
Daniel Nocera reçoit un B.S. de la Rutgers University en 1979, puis obtient un Ph.D. à Caltech en 1984 sous la direction de Harry B. Gray. Lors de cette thèse, il étudie la spectroscopie, l'électrochimie et la photochimie des liaisons métal-métal dans les complexes polynucléaires.
Il devient ensuite assistant professeur à la Michigan State University en 1984 puis professeur en 1990. En 1997 il obtient un poste de professeur de chimie au MIT et la chaire Henry Dreyfus Professor of Energy jusqu'en février 2012, date à laquelle il rejoint le département de chimie de Harvard.

## Principaux travaux
Les travaux de Daniel Nocera s'orientent principalement vers la compréhension et la synthèse de modèles moléculaires du photosystème II. Ces recherches ont mené son équipe à développer un catalyseur tout à fait remarquable pour la réduction de l'eau en dioxygène en employant des sels de cobalt et du phosphate.

## Prix et distinctions
- American Institute of Chemists Award (1979)
- MIT School of Science Prize for Excellence in Undergraduate Teaching (2005)
- Eni-Italgas Prize for Energy & the Environment (2005)
- élu à l'American Academy of Arts and Sciences (2005)
- Inter-American Photochemistry Award in Photochemistry (2006)[5]
- Burghausen Chemistry Award (2007)
- Harrison Howe Award (2008)[6]
- American Chemical Society Award in Inorganic Chemistry (2009)[7]
- U.N. Intergovernmental Renewable Energy Organization’s Science and Technology Award (2009)
- élu à la National Academy of Sciences (2009)[8].

Il est actuellement directeur de publication de la revue scientifique ChemSusChem.